# Cropia tessellata
Cropia tessellata là một loài bướm đêm trong họ Noctuidae.